# Duncan (Oklahoma)
Duncan is een plaats (city) in de Amerikaanse staat Oklahoma. De stad is de hoofdplaats van Stephens County.

## Geschiedenis
Duncan werd in 1892 gesticht door William Duncan als handelspost op de plaats waar de Chicago, Rock Island and Pacific Railroad, die op dat moment aangelegd werd, de militaire route tussen Fort Sill en Fort Arbuckle kruiste. De eerste trein arriveerde op 27 juni van dat jaar en die dag wordt beschouwd als de geboortedatum van Duncan.
Vanwege de centrale ligging in Stephens County werd Duncan in de eerste jaren van de 20e eeuw de hoofdplaats van de county. De rechtbank van de county werd vanwege de rivaliteit tussen het noorden en het zuiden van de county gebouwd in het midden van Main Street, op de grens van het noorden en het zuiden van de stad. In de jaren zestig zou de rechtbank verhuizen.

## Demografie
Bij de volkstelling in 2000 werd het aantal inwoners vastgesteld op 22.505.
In 2006 is het aantal inwoners door het United States Census Bureau geschat op 22.487, een daling van 18 (-0.1%).

## Geografie
Volgens het United States Census Bureau beslaat de plaats een oppervlakte van
119,2 km², waarvan 100,5 km² land en 18,7 km² water.

## Plaatsen in de nabije omgeving
De onderstaande figuur toont nabijgelegen plaatsen in een straal van 16 km rond Duncan.

## Geboren
- Jeane Kirkpatrick (1926-2006), politicologe, politica en diplomate
- Rance Howard (1928-2017), acteur, filmproducent en scenarioschrijver
- Hoyt Axton (1938-1999), zanger en acteur
- Gary Austin (1941-2017), komiek, schrijver, zanger, regisseur, improvisatietheaterdocent
- Jari Askins (1953), advocate en politica
- Ron Howard (1954), regisseur, producer en acteur